# Original Masters
Original Masters är ett samlingsalbum av Jethro Tull släppt av Chrysalis Records november 1985. Det var bandets tredje samlingsalbum, de första två var M.U. – The Best of Jethro Tull släppt 1976 och Repeat – The Best of Jethro Tull – Vol II släppt 1977. Även om samlingsalbumey släpptes 1985, inkluderar den inte material som släpptes efter 1977. De två första kompileringarna hade material som släpptes uteslutande fram till 1977 och Original Masters täcker mycket av samma material.

## Låtlista
1. "Living in the Past" – 3:18 (utgiven som singel 1969)
2. "Aqualung" – 6:34 (remix från M.U. – The Best of Jethro Tull 1975)
3. "Too Old to Rock 'n' Roll, Too Young to Die" – 5:38 (från Too Old to Rock 'n' Roll: Too Young to Die! 1976)
4. "Locomotive Breath" – 4:23 (från Aqualung 1971)
5. "Skating Away on the Thin Ice of the New Day" – 3:28 (från War Child 1974)
6. "Bungle in the Jungle" – 3:34 (från War Child 1974)
7. "Sweet Dream" – 4:01 (utgiven som singel 1969)
8. "Songs from the Wood" – 4:52 (från Songs from the Wood 1977)
9. "The Witch's Promise" – 3:47 (utgiven som singel 1970)
10. "Thick as a Brick" – 3:00 (Edit #1, version utgiven på M.U. – The Best of Jethro Tull 1975)
11. "Minstrel in the Gallery" – 7:47 (från Minstrel in the Gallery 1975)
12. "Life's a Long Song" – 3:16 (från EP:n Life Is a Long Song 1971)